# Юнас Геглунд
Юнас Геглунд (швед. Jonas Höglund; 29 серпня 1972, Гаммаре, Швеція) — шведський хокеїст, нападник. Виступав за хокейні клуби Швеції у Елітсерії, НХЛ та Швейцарської Національної ліги А. Його молодший брат Генрік Геглунд також хокеїст.

## Ігрова кар'єра
Юнас розпочав свою кар'єру в Фер'єстад, де він грав з 1988 по 1996 роки. В Драфті НХЛ 1992 року обраний в десятому раунді під 222 номером клубом Калгарі Флеймс‎. До Північної Америки він переїхав в влітку 1996 року, де з 1996 по 2003 роки швед грав у НХЛ за «Калгарі», «Монреаль Канадієнс‎» і «Торонто Мейпл-Ліфс».
Потім він переїхав до Швейцарської національної ліги, де він провів один сезон у «Давосі», а потім повернулася до Швеції у свій рідний клуб «Фер'єстад», в якому провів чотири сезони. У ході сезону 2007/08 знову переїхав до Швейцарії в клуб Лугано. В кінці сезону, нападник вирішив повернутися до Швеції. Сезон 2008/09 він розпочав в «Мальме» в лізі Хокей-Аллсвенскан, але мав зобов'язання перед клубом Елітсерії «Седертельє». З початку сезону 2009/10 він перейшов до Скоре БК, клубу з третього дивізіону Швеції.
У січні 2010 року Юнас Геглунд закінчив свою ігрову кар'єру.

## На рівні збірних
У 1997, 2003, 2004 та 2005 роках Юнас виступав за національну збірну на чемпіонаті світу.

## Нагороди та досягнення
- 1992 Срібна медаль на молодіжному чемпіонаті світу
- 1993 All-Star на Кубок Шпенглера 1993
- 1994 Найкращий бомбардир на Кубок Шпенглера 1994
- 1996 Найкращий бомбардир Елітсерії
- 1997 Срібна медаль на чемпіонаті світу
- 2003 Срібна медаль на чемпіонаті світу
- 2004 Срібна медаль на чемпіонаті світу
- 2006 Чемпіон Швеції у складі клубу Фер'єстад